# 日本の上場投資信託一覧
日本の上場投資信託一覧（にほんのじょうじょうとうししんたくいちらん）は、日本の証券取引所に上場している上場投資信託（ETF）・ETNの一覧である。

## 株価指数

### 日本
- 日経225(日経平均株価)
  - ダイワ上場投信-日経225
  - NEXT FUNDS 日経225連動型上場投信
  - 上場インデックスファンド225
  - 上場インデックスファンド日経225（ミニ）
  - MAXIS 日経225上場投信
  - One ETF 日経225
  - SMDAM 日経225上場投信
  - NZAM 上場投信 日経225
  - iFreeETF 日経225（年4回決算型）
  - iシェアーズ・コア 日経225 ETF
  - NEXT FUNDS 日経平均レバレッジ・インデックス連動型上場投信
  - NEXT FUNDS 日経平均インバース・インデックス連動型上場投信
  - NEXT FUNDS 日経平均ダブルインバース・インデックス連動型上場投信
  - 日経平均ブル2倍上場投信
  - 日経平均ベア上場投信
  - 日経平均ベア2倍上場投信
  - 上場インデックスファンド日経レバレッジ指数
  - ダイワ上場投信-日経平均レバレッジ・インデックス
  - ダイワ上場投信-日経平均インバース・インデックス
  - ダイワ上場投信-日経平均ダブルインバース・インデックス
  - 楽天ETF-日経レバレッジ指数連動型
  - 楽天ETF-日経ダブルインバース指数連動型
- JPX日経インデックス400
  - NEXT FUNDS JPX日経インデックス400連動型上場投信
  - 上場インデックスファンドJPX日経インデックス400
  - MAXIS JPX日経インデックス400上場投信
  - ダイワ上場投信-JPX日経400
  - One ETF JPX日経400
  - NZAM 上場投信 JPX日経400
  - iシェアーズ JPX日経400 ETF
  - ダイワ上場投信-JPX日経400レバレッジ・インデックス
  - ダイワ上場投信-JPX日経400インバース・インデックス
  - ダイワ上場投信-JPX日経400ダブルインバース・インデックス
  - JPX日経400ブル2倍上場投信（レバレッジ）
  - JPX日経400ベア上場投信（インバース）
  - JPX日経400ベア2倍上場投信（ダブルインバース）
  - NEXT FUNDS JPX日経400ダブルインバース・インデックス連動型上場投信
- 日経株価指数300
  - NEXT FUNDS 日経300株価指数連動型上場投資信託
- 東証株価指数（TOPIX）
  - ダイワ上場投信-トピックス
  - NEXT FUNDS TOPIX連動型上場投信
  - 上場インデックスファンドTOPIX
  - MAXIS トピックス上場投信
  - One ETF トピックス
  - NZAM 上場投信 TOPIX
  - SMDAM トピックス上場投信
  - iFreeETF TOPIX（年4回決算型）
  - iシェアーズ・コア TOPIX ETF
  - TOPIXブル2倍上場投信
  - TOPIXベア上場投信
  - TOPIXベア2倍上場投信
  - ダイワ上場投信-TOPIXレバレッジ（2倍）指数
  - ダイワ上場投信-TOPIXインバース（-1倍）指数
  - ダイワ上場投信-TOPIXダブルインバース（-2倍）指数
- TOPIX Core30
  - ダイワ上場投信-トピックス･コア30
  - NEXT FUNDS TOPIX Core30連動型上場投資信託
  - MAXIS トピックス･コア30上場投信
- TOPIX-17シリーズ
  - NEXT FUNDS エネルギー資源（TOPIX-17）上場投信
  - NEXT FUNDS 建設･資材（TOPIX-17）上場投信
  - NEXT FUNDS 食品（TOPIX-17）上場投信
  - NEXT FUNDS 鉄鋼･非鉄（TOPIX-17）上場投信
  - NEXT FUNDS 素材･化学（TOPIX-17）上場投信
  - NEXT FUNDS 医薬品（TOPIX-17）上場投信
  - NEXT FUNDS 自動車･輸送機（TOPIX-17）上場投信
  - NEXT FUNDS 機械（TOPIX-17）上場投信
  - NEXT FUNDS 電機･精密（TOPIX-17）上場投信
  - NEXT FUNDS 小売（TOPIX-17）上場投信
  - NEXT FUNDS 商社･卸売（TOPIX-17）上場投信
  - NEXT FUNDS 銀行（TOPIX-17）上場投信
  - NEXT FUNDS 金融（除く銀行）（TOPIX-17）上場投信
  - NEXT FUNDS 不動産（TOPIX-17）上場投信
  - NEXT FUNDS 運輸･物流（TOPIX-17）上場投信
  - NEXT FUNDS 電力･ガス（TOPIX-17）上場投信
  - NEXT FUNDS 情報通信･サービスその他（TOPIX-17）上場投信
- その他
  - 上場インデックスファンド日本高配当（東証配当フォーカス100）
  - NEXT FUNDS 東証銀行業株価指数連動型上場投信
  - NEXT FUNDS ラッセル野村小型コア･インデックス連動型上場投資信託
  - MAXIS S&P 東海上場投信

### 米国
- S&P 500
  - 上場インデックスファンド米国株式（S&P500）
  - 上場インデックスファンド米国株式（S&P500）為替ヘッジあり
  - SPDR S&P500 ETF
  - MAXIS米国株式（S&P500）上場投信
  - MAXIS米国株式（S&P500）上場投信（為替ヘッジあり）
  - NEXT FUNDS S&P 500 指数（為替ヘッジなし）連動型上場投信
  - NEXT FUNDS S&P 500 指数（為替ヘッジあり）連動型上場投信
  - iシェアーズ S&P 500 米国株 ETF
  - iシェアーズ S&P 500 米国株 ETF（為替ヘッジあり)
  - iFreeETF S&P500レバレッジ
  - iFreeETF S&P500インバース
  - 上場インデックスファンドS&P500先物レバレッジ2倍
  - 上場インデックスファンドS&P500先物インバース
- S&P 500配当貴族指数
  - グローバルX S&P500配当貴族ETF
  - NEXT NOTES S&P500 配当貴族（ネットリターン）ETN
- NASDAQ-100
  - NEXT FUNDS NASDAQ-100（為替ヘッジなし）連動型上場投信
  - NEXT FUNDS NASDAQ-100（為替ヘッジあり）連動型上場投信
  - 上場インデックスファンド米国株式（NASDAQ100）為替ヘッジなし
  - 上場インデックスファンド米国株式（NASDAQ100）為替ヘッジあり
  - MAXISナスダック100上場投信
  - MAXISナスダック100上場投信（為替ヘッジあり）
  - iFreeETF NASDAQ100（為替ヘッジなし）
  - iFreeETF NASDAQ100（為替ヘッジあり）
  - iFreeETF NASDAQ100インバース
  - iFreeETF NASDAQ100レバレッジ
  - iFreeETF NASDAQ100ダブルインバース
- ダウ・ジョーンズ工業株30種平均
  - Simple-X NYダウ・ジョーンズ・インデックス上場投信
  - 上場インデックスファンド米国株式（ダウ平均）為替ヘッジなし
  - 上場インデックスファンド米国株式（ダウ平均）為替ヘッジあり
  - NEXT FUNDS ダウ・ジョーンズ工業株30種平均株価（為替ヘッジなし）連動型上場投信
  - NEXT FUNDS ダウ・ジョーンズ工業株30種平均株価（為替ヘッジあり）連動型上場投信
  - NEXT NOTES NYダウ･ダブル･ブル･ドルヘッジ ETN
  - NEXT NOTES NYダウ･ベア･ドルヘッジ ETN

### 日本・米国以外
- 全世界株式
  - MAXIS全世界株式（オール・カントリー）上場投信
  - 上場インデックスファンド世界株式（MSCI ACWI）除く日本
- 先進国株式
  - UBS ETF 先進国株 （MSCIワールド）
  - 上場インデックスファンド海外先進国株式（MSCI-KOKUSAI）
  - MAXIS 海外株式（MSCIコクサイ）上場投信
  - NEXT FUNDS 外国株式・MSCI-KOKUSAI指数（為替ヘッジなし）連動型上場投信
  - NEXT FUNDS 外国株式・MSCI-KOKUSAI指数（為替ヘッジあり）連動型上場投信
  - iシェアーズ・コア MSCI 先進国株（除く日本）ETF
- 新興国株式
  - 上場インデックスファンド海外新興国株式（MSCIエマージング）
  - NEXT FUNDS新興国株式・MSCIエマージング・マーケット・インデックス（為替ヘッジなし）連動型上場投信
  - iシェアーズ・コア MSCI 新興国株 ETF
- ユーロ・ストックス50指数
  - UBS ETF ユーロ圏大型株50 （ユーロ・ストックス50）
  - NEXT FUNDS ユーロ・ストックス 50 指数（為替ヘッジあり）連動型上場投信
- DAX
  - NEXT FUNDS ドイツ株式・DAX（為替ヘッジあり）連動型上場投信
- FTSE 100
  - UBS ETF 英国大型株100 （FTSE 100）
- MSCIスイス20/35
  - UBS ETF スイス株 （MSCIスイス20/35）
- ロシア
  - NEXT FUNDS ロシア株式指数連動型上場投信
- CSI 300
  - 上場インデックスファンド中国A株（パンダ）E Fund CSI300
- 上海50指数
  - NEXT FUNDS ChinaAMC・中国株式・上証50連動型上場投信
- NIFTY 50
  - NEXT FUNDS インド株式指数・Nifty 50連動型上場投信
  - NEXT NOTES インドNifty・ダブル・ブル ETN
  - NEXT NOTES インドNifty・ベア ETN
- KOSPI 200
  - サムスンKODEX200証券上場指数投資信託
  - NEXT NOTES 韓国KOSPI・ダブル・ブル ETN
  - NEXT NOTES 韓国KOSPI・ベア ETN
- SET50
  - NEXT FUNDS タイ株式SET50指数連動型上場投信
- ボベスパ指数
  - NEXT FUNDS ブラジル株価指数･ボベスパ連動型上場投信

## 不動産投資信託
- 東証REIT指数
  - NEXT FUNDS 東証REIT指数連動型上場投信
  - 上場インデックスファンドJリート（東証REIT指数）隔月分配型
  - 上場インデックスファンドJリート（東証REIT指数）隔月分配型（ミニ）
  - SMDAM 東証REIT指数上場投信
  - iシェアーズ・コア Jリート ETF
  - ダイワ上場投信-東証REIT指数
  - MAXIS Jリート上場投信
  - 東証REIT ETF
  - One ETF 東証REIT指数

## 債券
- 日本国債
  - iシェアーズ・コア 日本国債 ETF
- 米国債
  - iシェアーズ 米国債1-3年 ETF
  - iシェアーズ 米国債3-7年 ETF（為替ヘッジあり）
  - iシェアーズ・コア 米国債7-10年 ETF
  - iシェアーズ・コア 米国債7-10年 ETF（為替ヘッジあり）
  - iシェアーズ 米国債20年超 ETF（為替ヘッジあり）
  - 上場インデックスファンド米国債券（為替ヘッジなし）
  - 上場インデックスファンド米国債券（為替ヘッジあり）
  - NEXT FUNDS ブルームバーグ米国国債（7-10年）インデックス（為替ヘッジなし）連動型上場投信
  - NEXT FUNDS ブルームバーグ米国国債（7-10年）インデックス（為替ヘッジあり）連動型上場投信
  - MAXIS米国国債7-10年上場投信（為替ヘッジなし）
  - MAXIS米国国債7-10年上場投信（為替ヘッジあり）
- ドイツ国債
  - iシェアーズ ドイツ国債 ETF（為替ヘッジあり）
- フランス国債
  - 上場インデックスファンドフランス国債（為替ヘッジなし）
  - 上場インデックスファンドフランス国債（為替ヘッジあり）
- オーストラリア国債
  - 上場インデックスファンド豪州国債（為替ヘッジなし）
  - 上場インデックスファンド豪州国債（為替ヘッジあり）
- FTSE世界国債（除く日本国債）
  - 上場インデックスファンド海外債券（FTSE WGBI）毎月分配型
  - NEXT FUNDS 外国債券・FTSE世界国債インデックス（除く日本・為替ヘッジなし）連動型上場投信
  - NEXT FUNDS 外国債券・FTSE世界国債インデックス（除く日本・為替ヘッジあり）連動型上場投信
- その他
  - ABF汎アジア債券インディクス･ファンド

## 商品
- SPDRゴールド･シェア 受益証券
- NEXT FUNDS NOMURA原油インデックス連動型上場投信
- 純金上場投資信託（現物国内保管型）
- 純銀上場投資信託（現物国内保管型）
- 純プラチナ上場投資信託（現物国内保管型）
- 純パラジウム上場投資信託（現物国内保管型）
- 日経･JPX白金指数
  - NEXT FUNDS 日経･JPX白金指数連動型上場投信
- ロンドン市場金価格
  - NEXT FUNDS 金価格連動型上場投資信託
- WTI価格
  - WTI原油価格連動型上場投信
- WisdomTree 金上場投資信託
- WisdomTree 銀上場投資信託
- WisdomTree 貴金属バスケット投資信託
- WisdomTree 白金投信信託
- WisdomTree パラジウム投資信託
- WisdomTree 総合商品指数上場投資信託
- WisdomTree エネルギー商品指数上場投資信託
- WisdomTree 産業用金属商品指数上場投資信託
- WisdomTree 農作物商品指数上場投資信託
- WisdomTree 穀物商品指数上場投資信託
- WisdomTree 天然ガス上場投資信託
- WisdomTree 原油上場投資信託
- WisdomTree ガソリン上場投資信託
- WisdomTree アルミニウム上場投資信託
- WisdomTree 銅上場投資信託
- WisdomTree ニッケル上場投資信託
- WisdomTree 小麦上場投資信託
- WisdomTree とうもろこし上場投資信託
- WisdomTree 大豆上場投資信託

## かつて上場していた上場信託
- NEXT FUNDS インド通貨ルピー連動型上場投信（2010年2月16日、1340）[3]
- NEXT FUNDS ブラジル通貨レアル連動型上場投信（2010年2月16日、1341）[3]
- NEXT FUNDS ロシア通貨ルーブル連動型上場投信（2010年2月16日、1342）[3]
- NEXT FUNDS 南アフリカ株式指数･FTSE/JSE Africa Top40連動型上場投信
- ダイワ上場投信･TOPIX-17 エネルギー資源
- ダイワ上場投信･TOPIX-17 建設･資材
- ダイワ上場投信･TOPIX-17 食品
- ダイワ上場投信･TOPIX-17 鉄鋼･非鉄
- ダイワ上場投信･TOPIX-17 素材･化学
- ダイワ上場投信･TOPIX-17 医薬品
- ダイワ上場投信･TOPIX-17 自動車･輸送機
- ダイワ上場投信･TOPIX-17 機械
- ダイワ上場投信･TOPIX-17 電機･精密
- ダイワ上場投信･TOPIX-17 小売
- ダイワ上場投信･TOPIX-17 商社･卸売
- ダイワ上場投信･TOPIX-17 銀行
- ダイワ上場投信･TOPIX-17 金融（除く銀行）
- ダイワ上場投信･TOPIX-17 不動産
- ダイワ上場投信･TOPIX-17 運輸･物流
- ダイワ上場投信･TOPIX-17 電力･ガス
- ダイワ上場投信･TOPIX-17 情報通信･サービスその他
- ダイワ上場投信-東証銀行業株価指数
- ダイワ上場投信-東証電気機器株価指数
- 東証電気機器株価指数連動型上場投資信託
- 上場インデックスファンドS&P日本新興株100
- 上場インデックスファンドTOPIX100日本大型株
- 上場インデックスファンドTOPIX Mid400日本中型株
- 上場インデックスファンドTOPIX Small日本小型株
- 上場インデックスファンドFTSE日本グリーンチップ35
- MAXIS S&P三菱系企業群上場投信
- イージETF S&P GSCI商品指数クラスA米ドル建受益証券
- 国内金先物価格連動型上場投信

## 注・出典
1. ↑  東証公式ETF･ETNガイドブック 2015年2月版（2014年2月27日日本取引所グループ編集・発行 ISBN 978-4990819200）。PDF版、他に同じタイトルで 2014年3月19日東京証券取引所編集・発行のバージョンあり。
2. ↑  東証公式 ETF・ETN 名鑑2014年12月版 （2015年3月9日株式会社東京証券取引所発行 ISBN 978-4990819217）
3. 1 2 3  野村アセットマネジメント株式会社『NEXT FUNDS インド通貨ルピー連動型上場投信上場廃止、信託終了（繰上償還）予定のお知らせ』2010年1月15日（pdf）